# Kristallisationsenthalpie
Die Kristallisationsenthalpie, veraltet auch als Kristallisationswärme, Erstarrungswärme oder Gefrierwärme bezeichnet, wird freigesetzt, wenn ein Stoff seinen Aggregatzustand von flüssig zu fest ändert. Aufgrund des Energieerhaltungssatzes ist die beim Kristallisieren bzw. Erstarren frei werdende Energie betragsmäßig gleich groß wie die für das Schmelzen des Stoffes aufzuwendende Energie (Schmelzenthalpie), jedoch mit entgegengesetztem Vorzeichen:
{\displaystyle H_{\text{kristallisation}}=-H_{\text{schmelz}}<0}
Die Vorzeichen beziehen sich dabei jeweils auf den Stoff, der im offenen System seinen Aggregatzustand wechselt, ohne dass sich dabei seine Temperatur ändert (isothermer Prozess). Vielmehr ändern sich das spezifische Volumen und/oder der Druck als thermodynamische Zustandsgrößen. Das umgebende System erlebt dagegen genau die entgegengesetzte Energieänderung, weil es die vom erstarrenden Stoff abgegebene Energie in Form von Wärme aufnimmt ({\displaystyle Q_{\text{System}}>0}, s. u.). Hier wirkt sich die aufgenommene Energie als Zunahme der thermischen Energie und Anstieg der Temperatur aus.
Die spezifische Kristallisationsenthalpie (und damit auch die spezifische Schmelzenthalpie), d. h. die auf die Masse oder die Stoffmenge bezogene Enthalpie ist stoffabhängig (Liste z. B. unter Schmelzenthalpie).
Der einzige bekannte Stoff mit positiver Kristallisationsenthalpie in einem bestimmten Bereich ist das Helium-Isotop 3He, d. h., es gefriert unterhalb von 0,3 K bei Wärmezufuhr (Pomerantschuk-Effekt).

## Anwendung

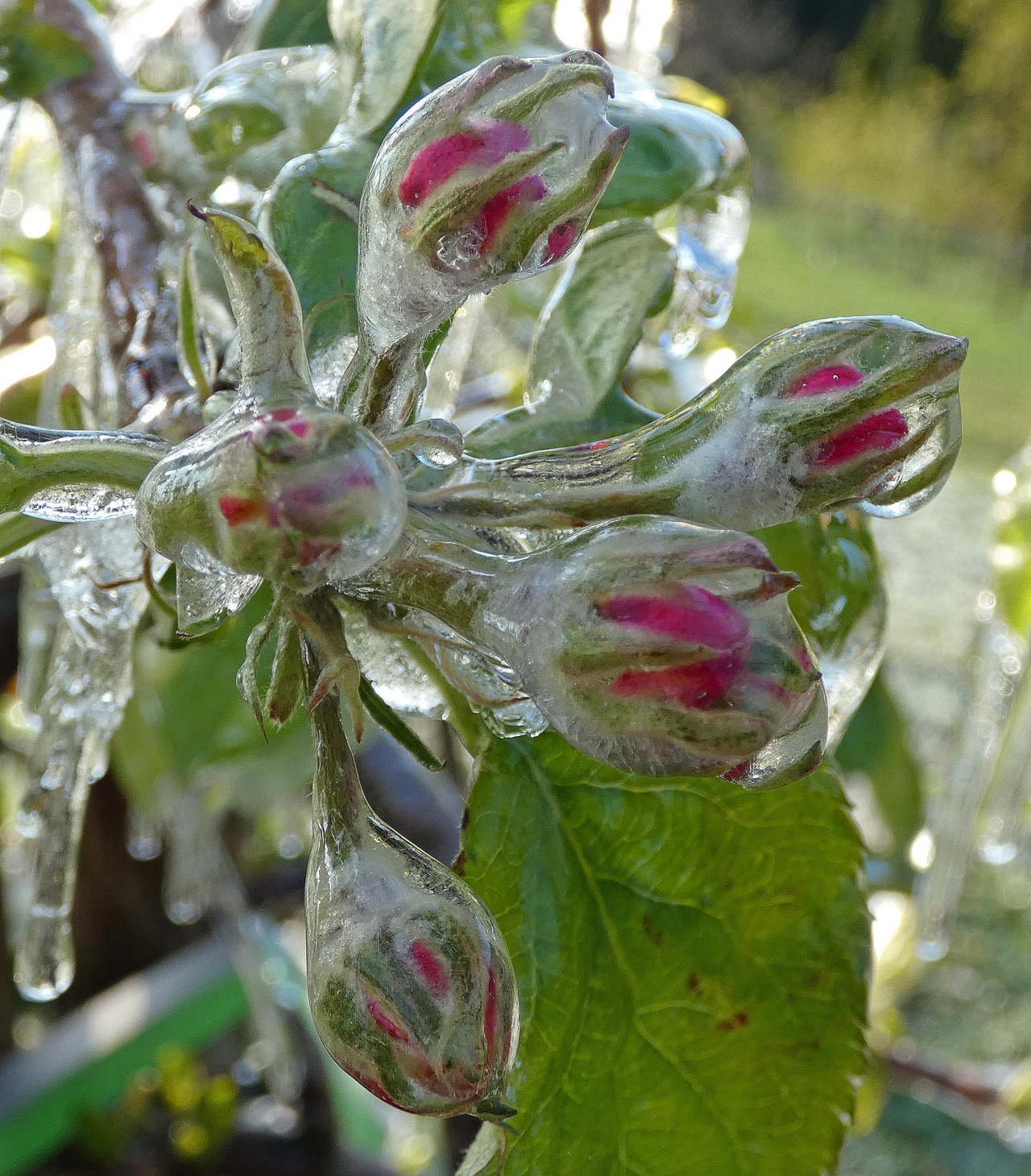
Eisumhüllte Apfelblüten nach Frostschutzberegnung. Die Kristallisationswärme hat das Erfrieren der frostempfindlichen Blüten verhindert

Praktisch lässt sich das Phänomen der Kristallisationsenthalpie bei der Unterkühlung von Wasser beobachten: Wird Wasser erschütterungsfrei und langsam gekühlt, gefriert es bei 0 °C nicht. Es lässt sich auf diese Weise bis auf einige Grad unter Null abkühlen (ohne „Anlagerungsstellen“ – ähnlich „Kondensationskeimen“ – ist sogar eine Unterkühlung bis −30 °C möglich, bevor sich die Wassermoleküle in ein Kristallgitter einordnen). Dann kann beispielsweise eine Erschütterung die Kristallisation spontan auslösen. Durch die frei werdende Energie steigt die Temperatur auf 0 °C.
Die Kristallisationsenthalpie wird beispielsweise im Obstbau genutzt: Während der Nachtfröste im Frühling werden die Blüten mittels Frostschutzberegnung mit einem Wassernebel berieselt. Die beim Gefrieren des Wassers frei werdende Kristallisationsenthalpie hält die Eistemperatur bei 0 °C und schützt folglich die im Eis eingeschlossenen Pflanzenteile vor Frostschäden.
Ein anderer Anwendungsbereich der Kristallisationsenthalpie sind regenerierbare Handwärmer. Diese sind mit einer Salzlösung gefüllt, die unter Wärmeabgabe kristallisiert, wenn das Knicken eines in der Lösung befindlichen Metallplättchens eine Erschütterung bewirkt.